# Louise Le Breton
Louise Le Breton (Nantes, 1900-1986) fue una operadora telefónica que sirvió durante la Primera Guerra Mundial (1917-1918). Formó parte de las Hello Girls, grupo juramentado bajo el Cuerpo de Señales del Ejército de los EE. UU y que auxilió a las Fuerzas Expedicionarias Estadounidenses.

## Trayectoria
Nació en Nantes, Francia y llegó a Estados Unidos cuando tenía 11 años. Comenzó sus estudios en la Universidad de California, Berkeley, y también asistió a una escuela de negocios en San Francisco. Trabajó como secretaria en el Consulado francés,donde ayudó en el alistamiento de los ciudadanos franceses que respondían al llamado para participar en la guerra. Ella misma intentó ofrecerse como voluntaria para puestos relacionados con el esfuerzo bélico, pero la consideraron demasiado joven.
En noviembre de 1917, el Ejército estaba reclutando a 100 operadores telefónicos francófonos. Le Breton y su hermana Raymonde enviaron solicitudes y ambas fueron aceptadas. Se les pidió que se presentaran a cumplir tareas temporales. Le Breton realizó dos semanas de entrenamiento en la central telefónica de San Francisco.
El 8 de febrero de 1917, Le Breton recibió el telegrama con sus órdenes: «De conformidad con la autorización del Secretario de Guerra, fechada el 7 de abril de 1917, se dirigirá a la ciudad de Nueva York, reportándose a su llegada con el Sr. M. B. French, American Telephone & Telegraph Co., 195 Broadway. El viaje indicado es necesario para el Servicio Militar. Las asignaciones de transporte son las mismas que se otorgan a las enfermeras del ejército. Debe solicitar el transporte al intendente más cercano. (Firmado) Squier, Jefe de Señales».
Le Breton y su hermana se unieron a otras 25 mujeres para el mismo viaje. Formaron parte de la Primera Unidad, integrada por 33 mujeres. El 25 de febrero de 1918 abordaron el Celtic y zarparon hacia Francia.
El 25 de agosto de 1918 Le Breton fue ascendida a supervisora y fue transferida de Chaumont, Haute-Marne al cuartel general del Primer Ejército y al Cuartel General Avanzado del Servicio de Abastecimiento en Neufchateau, Vosges.
Le Breton creyó haber sido alistada desde el principio y declaró: «Recuerdo mi servicio militar con gran orgullo. Me complace ver mis distinciones por el General Pershing por Servicio Meritorio, así como un certificado del Departamento de Guerra que atestigua mi servicio fiel y eficiente, y todas las cartas de recomendación que poseo». En 1979, Le Breton y otras veteranas sobrevivientes fueron homenajeadas por altos mandos militares durante una ceremonia especial en el Presidio. Durante la ceremonia recibieron su baja honorable que les había sido negada cuando dejaron de trabajar en el Ejército. También se les había negado los beneficios militares porque se las consideraba civiles, ya que no existía la posibilidad de que las mujeres se alistaran en el Ejército. Le Breton había abogado por muchos años para que se reconociera a las Hello Girls como algo más que trabajadoras civiles. Cuando estas mujeres fueron reconocidas como veteranas, sólo se pudo localizar a 18 de ellas.
Le Breton regresó a los Estados Unidos en mayo de 1919 y retomó sus estudios en la Universidad de California. Se graduó con una licenciatura en francés.
Se casó con John Kennedy Maxwell y vivió en Berkeley durante más de 60 años. Louise colaboró con los esfuerzos de Francia Libre durante la Segunda Guerra Mundial y fue miembro de la Alianza Francesa de Eastbay.
Murió en 1986.